# Aprenentatge automàtic en línia
En informàtica, l'aprenentatge automàtic en línia és un mètode d'aprenentatge automàtic en què les dades estan disponibles en un ordre seqüencial i s'utilitzen per actualitzar el millor predictor de dades futures a cada pas, a diferència de les tècniques d'aprenentatge per lots que generen el millor predictor mitjançant l'aprenentatge. en tot el conjunt de dades d'entrenament alhora. L'aprenentatge en línia és una tècnica comuna que s'utilitza en àrees d'aprenentatge automàtic on és computacionalment inviable entrenar sobre tot el conjunt de dades, i requereix la necessitat d'algorismes fora del nucli. També s'utilitza en situacions en què és necessari que l'algoritme s'adapti dinàmicament als nous patrons de les dades, o quan les dades en si es generen en funció del temps, per exemple, la predicció del preu de les accions. Els algorismes d'aprenentatge en línia poden ser propensos a interferències catastròfiques, un problema que es pot solucionar mitjançant enfocaments d'aprenentatge incremental.
En el marc de l'aprenentatge supervisat, una funció de {\displaystyle f:X\to Y} s'ha d'aprendre, on {\displaystyle X} es pensa com un espai d'inputs i {\displaystyle Y} com un espai de sortides, que prediu bé els casos que s'extreuen d'una distribució de probabilitat conjunta {\displaystyle p(x,y)} activat {\displaystyle X\times Y}. En realitat, l'alumne mai sap la distribució real {\displaystyle p(x,y)} sobre instàncies. En canvi, l'alumne sol tenir accés a un conjunt d'exemples de formació {\displaystyle (x_{1},y_{1}),\ldots ,(x_{n},y_{n})}. En aquesta configuració, la funció de pèrdua es dona com {\displaystyle V:Y\times Y\to \mathbb {R} }, de tal manera que {\displaystyle V(f(x),y)} mesura la diferència entre el valor previst {\displaystyle f(x)} i el valor real {\displaystyle y}. L'objectiu ideal és seleccionar una funció {\displaystyle f\in {\mathcal {H}}}, on {\displaystyle {\mathcal {H}}} és un espai de funcions anomenat espai d'hipòtesis, de manera que es minimitza alguna noció de pèrdua total. Segons el tipus de model (estadístic o adversari), es poden idear diferents nocions de pèrdua, que donen lloc a diferents algorismes d'aprenentatge.
Implementacions:
- Vowpal Wabbit: sistema d'aprenentatge en línia ràpid de codi obert que destaca per suportar una sèrie de reduccions d'aprenentatge automàtic, ponderació d'importància i una selecció de diferents funcions de pèrdua i algorismes d'optimització. Utilitza el truc hashing per limitar la mida del conjunt de funcions independentment de la quantitat de dades d'entrenament.
- scikit-learn: proporciona implementacions fora del nucli d'algorismes per a
  - Classificació: Perceptrón, classificador SGD, classificador naive bayes.
  - Regressió: Regressor SGD, Regressor passiu agressiu.
  - Agrupació: mini-lot k-means.
  - Extracció de funcions: aprenentatge de diccionaris per lots, PCA incremental.